# أولاف ماير
أولاف ماير (بالألمانية: Olaf Mayer)‏ (مواليد 18 فبراير 1961) هو ملاكم نمساوي، مثّل بلاده في الألعاب الأولمبية الصيفية 1984.

## روابط خارجية
أولاف ماير على موقع أوليمبيديا (الإنجليزية)